# 勒乌索-布雷蒂尼奥勒
勒乌索-布雷蒂尼奥勒（法語：Le Housseau-Brétignolles，法語發音：[lə uso bʁetiɲɔl]）是法国马耶讷省的一个市镇，属于马耶讷区。该市镇于1972年由原市镇勒乌索（Le Housseau）和布雷蒂尼奥勒-勒穆兰（Brétignolles-le-Moulin）合并而成。

## 地理
勒乌索-布雷蒂尼奥勒（48°28'6"N, 0°31'19"W）面积9.31 平方千米，位于法国卢瓦尔河地区大区马耶讷省，该省份为法国西北部内陆省份，北起芒什省和奧恩省，西接伊勒-维莱讷省，南至曼恩-卢瓦尔省，东临萨尔特省。
与勒乌索-布雷蒂尼奥勒接壤的市镇（或旧市镇、城区）包括：拉赛堡、雷恩昂格勒努耶、圣玛丽迪布瓦、瑞维尼-瓦勒当代讷。
勒乌索-布雷蒂尼奥勒的时区为UTC+01:00、UTC+02:00（夏令时）。

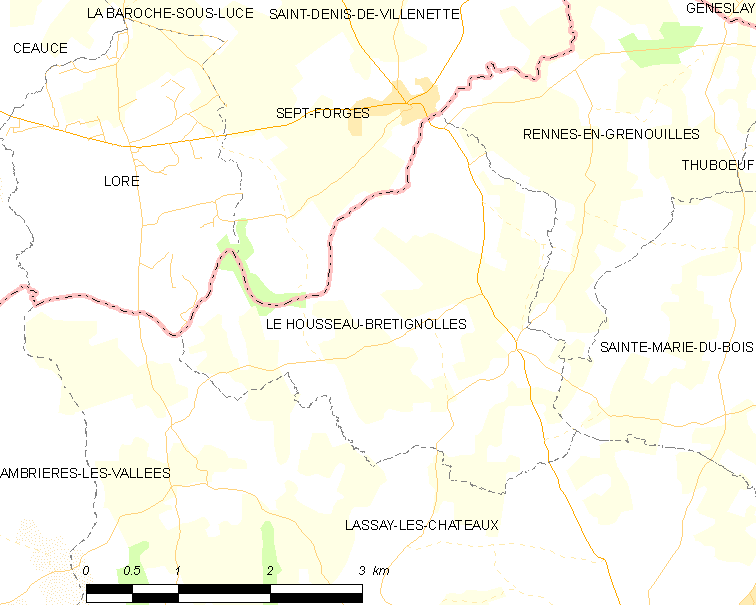
勒乌索-布雷蒂尼奥勒的OSM定位图

## 行政
勒乌索-布雷蒂尼奥勒的邮政编码为53110，INSEE市镇编码为53118。

## 政治
勒乌索-布雷蒂尼奥勒所属的省级选区为拉赛堡县。

## 人口

1962-2008年间勒乌索-布雷蒂尼奥勒人口变化图示

勒乌索-布雷蒂尼奥勒于2022年1月1日时的人口数量为228人。